# البويب (مكيراس)

تعديل مصدري - تعديل

البويب هي إحدى قرى تابعة لابناء المسبحي في عزلة مكيراس بمديرية مكيراس التابعة لمحافظة البيضاء، بلغ تعداد سكانها  اكثر 874 نسمة حسب تعداد اليمن لعام 2004.